# Лютаджик
Лю̀таджик е село в Северозападна България. То се намира в община Враца, област Враца.

## География
Намира се на 20 км югозападно от Враца и е разположено в широка долина, образувана от планински разклонения. Под селото р. Глухарка се влива в р. Черна, която е десен приток на р. Ботуня. Землището му заема площ от 34 737 дка. Граничи на изток с Бистрец и Згориград, на юг – с Миланово, на запад – с Горна Бела Речка, и на север – с Горно Озирово. Още в най-дълбока древност Лютаджик е било рударско селище. В местността Бъкличарницата и днес се виждат купища згурия от претопена руда. В местността Топилните са намерени кьосове стопена мед, а по склоновете на местностите Рупите и Осена бара има останки от стари рудници. Тук са намерени железни рударски инструменти, останали от древността. В един ръкописен сборник от 1836 г. селото е записано с името Лютица и днешното име Лютаджик е турцифицирана форма на Лютица (Миков, В., Произход и значение на имената...С., 1943, с. 96 и 199). Според едно местно предание преди много векове част от жителите на Лютица, днешното Лютаджик, се изселили на брега на р. Огоста и основали село Люта (сега с. Владимирово). Село Люта се среща в османски документи от 1607 и 1666 г. насам (РСт., 1, с. 383). Поради чумна епидемия по време на османската власт село Лютаджик се е местило в местността Селището.

## История
До днес няма преведени все още османски документи, в които да се среща село Лютица или Лютаджик. Голяма част от османските документи стоят непреведени в Ориенталския отдел на Народната библиотека „Св. св. Кирил и Методий" в София. Но селото Лютица или Лютаджик е старо и е основано още преди края на XIV в. За това ни показват многото старинни имена на местности в неговото землище. Ние успяхме да съберем общо 312, сред които има много старинни по произход и по образуване. Така от изчезнали стари лични имена са образувани имената на местностите Добролин, Сасин и Старил. Стари по произход са също Кладешки дол, Кладешко лице, Креща, Обреща, Перлог (от Прелог), Преслап, Рупите, Слана бара и др. Запазени са много имена по старото сложно склонение, имената Букура и Чегурил са от арумънски произход. Село Лютаджик спада в зоната на „а“ говорите и тук членуват съществителните от мъжки род, трето лице единствено число с „о“. Например: Бигоро, Брего, Бродо, Гарваньо и др.
Стари родове са: Генинци, Добриловци /Правановци/, Зарчовци /Нисторовци и Пенчовци/, Йонинци, Минчовци, Коновци, Костовци, Кременинци /по името на прабаба им Кремена/, Марковци /от тях са Пандурците/, Ненкинци, Статковци, Танчовци, Томинци /Гьошовци/, Цонинци и Цоцинци. През първата половина на XIX в. тук се преселили Бонинци и Младовци от с. Горна Бела Речка, от с. Осиково /сега с. Миланово/ ( дошли Коловци /Лилчовци/ и Кюлците, а от с. Горно Озирово са Галабовци, Кюрчийте и Уруците. През 1940 г. няколко семейства от родовете Кюлците и Томинци се изселват в с. Стан, Новопазарско,  и с. Търновци, община Тутракан, област Силистра, където е имало свободна земя за обработване. Основният поминък на лютене в по-далечното минало е било рударството, а по-късно скотовъдството, дърводобивът и производство на траверси за строящата се жп линия Мездра – Видин. Земеделието и овощарството са имали спомагателен принос в изхранване на населението. След 1951 г. работоспособните жители на селото пътуват всяка сутрин на работа в близките градове и индустриални предприятия.

## Демография

### Численост на населението

#### Преброявания на населението
Численост на населението според преброяванията през годините:
| \| Година на преброяване \| Численост \| \| --------------------- \| --------- \| \| 1910 \| 415 \| \| 1926 \| 475 \| \| 1934 \| 620 \| \| 1946 \| 630 \| \| 1956 \| 583 \| \| 1965 \| 512 \| \| 1975 \| 412 \| \| 1985 \| 309 \| \| 1992 \| 235 \| \| 2001 \| 226 \| \| 2011 \| 137 \| \| 2021 \| 114 \| |           |
| Година на преброяване | Численост |
| 1910 | 415       |
| 1926 | 475       |
| 1934 | 620       |
| 1946 | 630       |
| 1956 | 583       |
| 1965 | 512       |
| 1975 | 412       |
| 1985 | 309       |
| 1992 | 235       |
| 2001 | 226       |
| 2011 | 137       |
| 2021 | 114       |

### Преброяване на населението през 2011 г.
Численост и дял на етническите групи според преброяването на населението през 2011 г.:
|                     | Численост | Дял (в %) |
| Общо                | 137       | 100,00    |
| Българи             | 130       | 94,89     |
| Турци               | 0         | 0,00      |
| Цигани              | 0         | 0,00      |
| Други               | 0         | 0,00      |
| Не се самоопределят | 0         | 0,00      |
| Неотговорили        | 7         | 5,10      |

## Културни и природни забележителности
Около селото има 14 пещери и местността покрай селото е красива, то е заобиколено от планини и през него минава т.нар. Църна река. 

## Редовни събития
Селският събор е на 28 август. Винаги се празнува с оркестър на площада.